# Monestir de Paço de Sousa

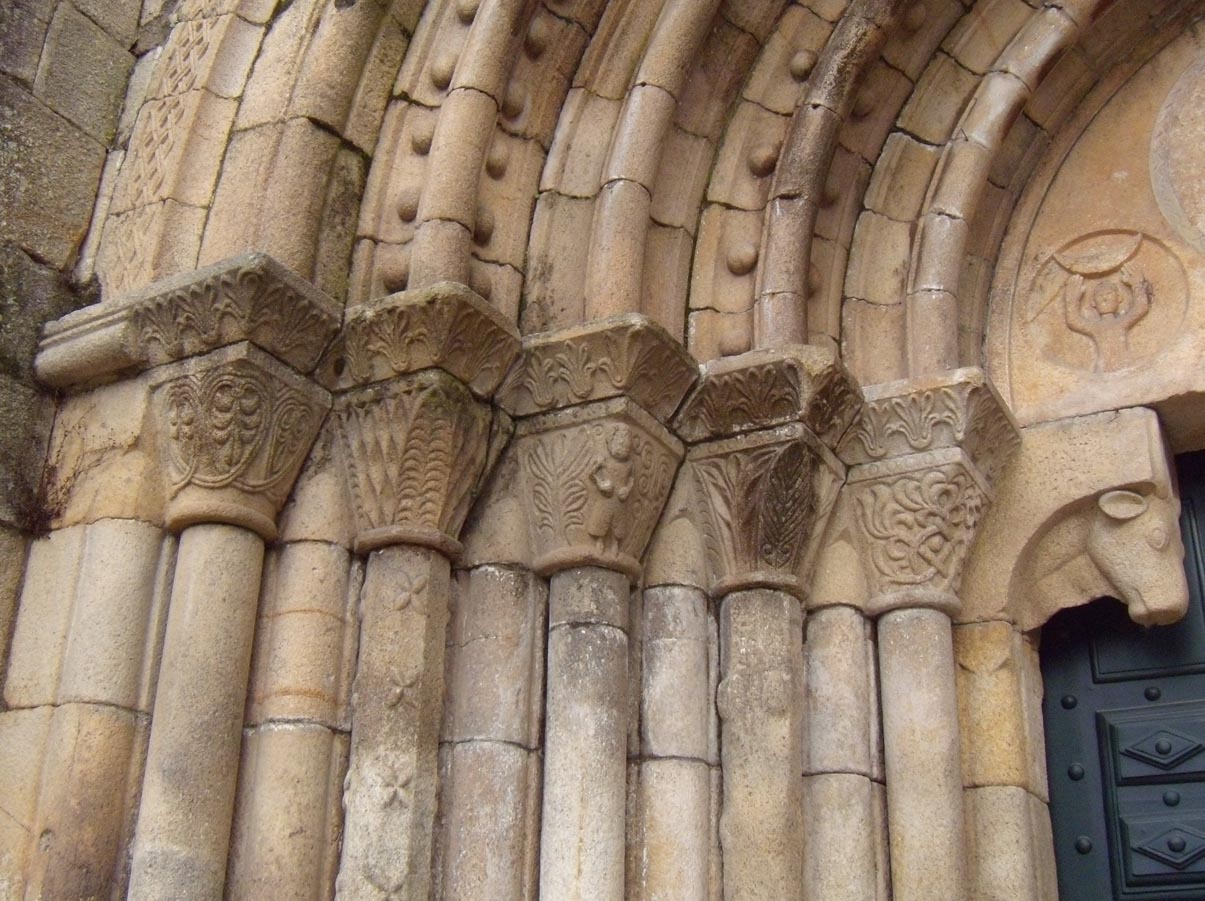
Monestir de Paço de Sousa: detall dels capitells

El Monestir de Paço de Sousa, també anomenat Monestir de Salvador de Paço de Sousa, es troba a Paço de Sousa, al municipi de Penafiel, districte de Porto, a Portugal. És un dels 21 monuments que integren la Ruta del romànic de Vale do Sousa.

## Història
Va ser fundat al segle X per Godo Trutesindo Galindes i la seva dona Anèmia, ascendent d'Egas Moniz, que edificà en aquest lloc la seua casa pairal. Va servir de refugi a l'abat Radulfo durant les invasions d'Almansor (994). Es constituí en una comunitat benedictina.
El monestir estigué deshabitat molts anys i començà a degradar-se. Es va restaurar al segle XI, i es recuperà completament a mitjan segle XIII. Llavors s'amplià l'església annexa.
Se'n feren obres de conservació al segle xviii i, més tard, al s. XX, després d'un violent incendi que destruí els sostres de fusta de l'església el 1927.
Després de l'extinció dels ordes religiosos, el 1834, el convent es vengué en subhasta pública, però l'església es mantingué oberta al públic.
Està classificat com a Monument Nacional per Decret del 16 de juny del 1910, publicat en el DG núm. 136, del 23 de juny de 1910; 67/97, DR 301, del 31 de desembre de 1997.

## Característiques
Presenta un estil arquitectònic de transició entre l'estil romànic i el gòtic.
Integra el conjunt del monestir una església romànica de tres naus de grans proporcions, en què destaca una rosassa a la façana. La seua petjada influencià tota la zona de Penafiel, de manera que aquest temple s'enquadra en l'estil d'altres monuments romànics, com els de Roriz, Gândara, Travanca i Pombeiro.
En aquest monestir està soterrat Egas Moniz, o Aio, preceptor d'Alfons I de Portugal. Dins el túmul hi ha una capseta de coure amb les seues cendres. El túmul és una magnífica peça amb alts relleus que retraten el viatge d'Egas a la cort del Regne de Lleó.

## Personatges lligats a aquest monestir
- Godo Trutesindo Galindes
- Trocosendo Guedes